# سهره‌های ریش‌دار
سهره‌های ریش‌دار یا سهره‌های چانه‌سیاه (نام علمی: Melanodera) یک سرده از پرندگان دانه‌خوار پاتاگونیا از خانواده فرخندگان است.
سردهٔ Melanodera در سال ۱۸۵۰ توسط طبیعت‌شناس فرانسوی چارلز لوسین بناپارت با سهره ریش‌سفید (Melanodera melanodera) به عنوان گونه نماد معرفی شد. نام سرده ترکیبی از واژه یونان باستان melas به معنای «سیاه» و dera به معنای «گردن» است. این سرده اکنون دارای دو گونه است.